# Harald Windisch
Harald Windisch (* 1966 in Innsbruck) ist ein österreichischer Schauspieler.

## Biografie
Harald Windisch erlernte die Schauspielerei ab 1985 auf der Schauspielschule des Innsbrucker Kellertheaters. Weitere Stationen waren Wien und das Münchner Volkstheater ab 1991 sowie daran anschließend eine zweieinhalbjährige Tätigkeit als Skilehrer. Nach seiner Rückkehr an das Innsbrucker Kellertheater folgten seither Engagements an verschiedenen Theatern im deutschsprachigen Raum wie dem Berliner Ensemble, dem Theater in der Josefstadt, dem Tiroler Landestheater, den Vereinigten Bühnen Bozen und den Bregenzer Festspielen und in zahlreichen Film- und Fernsehrollen.
2020 wurde er für die österreichische Romy als beliebtester Schauspieler und 2022 für den deutschen Schauspielpreis in der Kategorie „dramatische Nebenrolle“ nominiert. Für seine Rolle im TV-Film „Im Netz der Camorra“ wurde er 2022 für den Deutschen Schauspielpreis in der Kategorie „Dramatische Nebenrolle“ nominiert, ebenso für die gleiche Rolle auch für die DafFNE 2022 der Deutschen Akademie für Fernsehen in der Kategorie „Schauspieler Nebenrolle“. Zwei Nominierungen in der Kategorie „Beste männliche Nebenrolle“ für den Österreichischen Filmpreis erhielt er 2023, einmal für seine Rolle in „Märzengrund“ und einmal für seine Rolle im Kinofilm „Sterne unter der Stadt“.
Harald Windisch lebt mit seiner Frau Iris Teyml-Windisch und zwei Kindern in Innsbruck.

## Filmografie (Auswahl)
- 1997: Lieber reich und glücklich (Fernsehfilm)
- 1999: Geliebte Gegner
- 2001–2018: SOKO Kitzbühel (Fernsehserie, verschiedene Rollen, 6 Folgen)
- 2014: Schnell ermittelt, Folge Leben
- 2014: Der stille Berg (Kino)
- 2014: Vals (Kino)
- 2015: The Team (Fernsehserie)
- 2015: Gruber geht (Kino)
- 2015: Tatort: Grenzfall (Fernsehreihe)
- 2015, 2019: SOKO Donau (Fernsehserie, verschiedene Rollen, 2 Folgen)
- 2015: James Bond 007: Spectre (Kino)
- 2015: Tatort: Einmal wirklich sterben
- 2015: Der Bergdoktor
- 2016: Die Toten von Salzburg (Fernsehreihe)
- 2016: Landkrimi – Endabrechnung (Fernsehreihe)
- 2017: Maximilian – Das Spiel von Macht und Liebe (Fernsehdreiteiler)
- 2017: Alarm für Cobra 11 – Die Autobahnpolizei
- 2018: Das Wunder von Wörgl (Fernsehfilm)
- 2018: Matula – Der Schatten des Berges
- 2019: Die Toten vom Bodensee – Der Stumpengang (Fernsehreihe)
- 2019: Walking on Sunshine (Fernsehserie)
- 2019: Wiener Blut (Fernsehreihe)
- 2019: Ein Dorf wehrt sich (Fernsehfilm)
- 2019: Vienna Blood (Fernsehreihe)
- 2020: Landkrimi – Das Mädchen aus dem Bergsee
- 2021: Ostfrieslandkrimi – Ostfriesenangst (Fernsehreihe)
- 2021: Im Netz der Camorra (Fernsehfilm)
- 2021: Meiberger – Mörderisches Klassentreffen (Fernsehfilm)
- 2022: Märzengrund
- 2022: Alles finster (Miniserie)
- 2022: Der Gejagte – Im Netz der Camorra (Fernsehfilm)
- 2023: Sterne unter der Stadt
- 2023: Landkrimi – Der Tote in der Schlucht
- 2024: Die Fälle der Gerti B. (Fernsehserie)
- 2024: Der Geier – Die Tote mit dem falschen Leben
- 2024: Mein Kind – Moya Ditina
- 2025: Wiener Blut – Berggericht (Fernsehreihe)
- 2025: Erzgebirgskrimi – Wintermord (Fernsehreihe)
- 2025: Drunter und Drüber – Chaos auf dem Friedhof (Fernsehserie)